# 2022~2023년 국민 보건 서비스 파업
2022~2023년 국민 보건 서비스 파업은 영국의 국민 보건 서비스 관련 파업이다. 2022–2023 전국 의료 서비스 (엔에이치에스) 파업은 많은 진행 중인 노동자 파업들인데 공공적으로 예산이 주어진 영국의 보건 서비스에서 말이다. 
파업은 '변화를 위한 의제' 임금 체계에 속하는 많은 노동자집단들에, 또한 초임 의사와 상담자 계약에 속하는 집단들에 관련되고; 더 세부적으로는 일하고 있는 파견된 국가 보건 서비스 노동자로 나누어진다. 2023년 여름에 잉글랜드와 스코틀랜드의 '변화를 위한 의제' 노동자와 관련한 갈등이 근본적으로 해결되었는데, 스코틀랜드의 초임 의사와 관련한 갈등이 그랬듯이 말이다.
간호사 파업
갈등은 2022년 10월 6일에 시작되었는데, '간호사 노조'가 조합원 투표를 실시하는 그들의 계획을 발표했을 때인데 임금 인상안 협상의 그들의 106년의 역사상 처음으로 노동 쟁의에 대한 투표인데 그 인상안은 노조가 간호사들이 받아야 한다고 주장하는 물가인상분 더하기 5퍼센트보다 적었다. 2022년 왕립간호대학(RCN)이 106년 역사상 처음으로 인플레이션보다 5% 미만인 급여 인상 분쟁에서 쟁의행위에 대한 투표 의사를 발표했을 때 노조는 간호사가 받아야한다고 말한다. 그 후 노조는 더 광범위한 공적 자금 지원 의료 서비스에 대한 연대 쟁의를 위해 회원들을 투표할 것이라고 발표했다. 그 결과로, 유니슨은 그들이 그들의 조합원 투표를 실시할 것이라고 발표했는데 더 넓은 공적 예산 보건 서비스에 걸친 연대 노동 쟁의에 대한 투표 말이다. 11월 10일, NHS의 간호사 와 기타 의료진은 산하 파업에 투표했다. 간호사들은 이것이 영국의 생활비 위기로 인한 낮은 임금, 인플레이션, 과로 및 자금 부족 때문이라고 말했다. 11월 10일에, 보건서비스 분야의 간호사와 다른 의료 노동자는 '간호사 노조' 이름으로, 투표로 파업을 결정했다. 이것이 임금협상 실패, 물가인상, 과로, 그리고 예산부족 때문이라고 간호사들은 말했는데 영국 생활비 위기에 의해 촉발된 것들 말이다.
파업 날짜는 25일 자정에 발표되었다. 11월, RCN 회원들은 15일과 20일 08:00에서 20:00 사이에 파업 행동을 할 예정이다. 12월. 쟁의행위를 위한 유니슨 연대 투표가 진행되었다.  파업은 2023년 1월 18일과 19일에도 예정되어 있다 2023년 1월 16일, 2월 6일과 7일에 잉글랜드와 웨일즈에 대해 지금까지 가장 큰 규모로 설명된 추가 파업일 2일을 발표했다.
파업 날짜는 11월 25일 자정에 발표되었는데, 간호사노조 조합원들이 파업 행동에 들어가기로 하면서인데12월 15일과 20일에 8시와 20시 사이에 말이다. 노동 쟁의에 대한 유니슨 찬반 투표는 진행 중이다. 파업은 또한 2023년 1월 18일과 19일로 예정되어있다. 2023년 1월 16일에, 간호사 노동조합은 발표했는데 2월 6일과 7일에 잉글랜드와 웨일즈에서 이후의 이틀 간의 파업을 발표했는데, 그것은 이제까지 가장 큰 것으로 일컬어졌다.
간호사노조 사무총장 팻 컬런은 영국 정부가 협상을 하도록 요구해왔다.
대응
리시 수낵 총리는 간호사에 대한 급여 제안이 "적절하고 공정하다"고 말했다. 《타임스》는 12월 8일 수낵이 구급차 근로자와 구급대원의 파업을 금지하는 제안을 포함하여 NHS 근로자의 파업권을 제한할 준비를 하고 있다고 보도했다.
11월 30일 GMB는 10,000명 이상의 구급차 직원이 잉글랜드와 웨일스 전역의 9개 NHS 트러스트에서 파업에 투표했다고 발표했다. 노조는 12월 21일과 28일 두 차례에 걸쳐 24시간 파업을 선언했다.
리시 수낙 총리는 말했는데 간호사에의 임금 제안액이 "적절하고 공평하다"고 말이다. 보건서비스 노동자의 파업할 권리를 제한하기 위해 수낙이 준비하고 있다고 타임 지가 보도했는데, 구급차 노동자와 구급대원이 파업하는 것을 막는 계획을 포함해서 말이다. 
제익 베리(보수당 전 대표), 댄 폴터(보건부 전 장관), 그리고 로버트 버클랜드(전 법무장관)가 수낙이 노조와 협상할 것을 요구했다. 
12월 14일에 총리의 질문에서, 야당 대표 키어 스타머는 말했는데 보건서비스 파업은 정부에게 "수치의 표식"이라고 그리고 수낙은 그 문제를 해결하는 대신에 "겨울잠"에 들어갔다고 말이다. 웨스 스트리팅, 보건복지부 예비 장관은, 말했는데, 노동당 정부는 "투쟁적"인 보건 노조에 "맞설" 것이라고, 하지만 급여 인상을 협상할 준비가 되었을 것이라고 말이다. 
엘룬드 모건, 웨일즈 정부의 보건복지부 장관은, 그녀가 보건서비스 파업에 의해 "슬퍼졌"다고 말했고 하지만 "인력과 필수 서비스에의 상당한 감축"이 혹은 웨스트민스터로부터의 투자 상승이 없이는 웨일즈 정부는 그들의 임금 제안액을 인상할 수 없다고 말했다. 
2022년 12월 14–16일에 '오피니엄'에 의한 '옵저버'의 조사는 나타났는데 투표자의 60퍼센트가 그들이 간호사들이 파업에 들어가는 것을 지지한다고 말했고, 20퍼센트는 파업에 반대했다고 말이다. 
구급차 노동자 파업
11월 30일에, '일반, 지방정부, 보일러제작공 노동조합[General, Municipal, Boilermakers' Union]'은 발표했는데 잉글랜드와 웨일즈에 있는 아홉 개의 보건서비스 단체에서 만 명 이상의 구급차 노동자들이 투표로 파업을 결정했다고 말이다. 영향을 받는 구급차 서비스 단체는 남서부 구급차 서비스, 남동부 해안 구급차 서비스, 북서부 구급차 서비스, 중앙 남부 구급차 서비스, 북동부 구급차 서비스, 동부 내륙 구급차 서비스, 서부 내륙 구급차 서비스, 웨일즈 구급차 서비스, 그리고 요크셔 구급차 서비스이다. 노조는 12월 21일과 28일에 두 번의 24시간 파업을 선언했다. 
런던, 요크셔, 북서부 [잉글랜드], 북동부, 남서부의 구급 서비스의 유니슨 조합원들은 또한 12월 21일, 정오부터 자정까지 파업에 들어갈 예정이다. '유나잇 더 유니온'은 발표했는데 서부중앙[잉글랜드], 북서부, 북동부의 구급 서비스에 종사하는 천육백 명 이상의 그것의 노동자들은 12월 21일에 파업할 것이라고 발표했는데 노동자들이 파업 행동에 92퍼센트 이상 찬성 투표한 후에 말이다. 
보건복지부 장관 스티브 바클레이와 노조 위원장 간의 12월 20일의 최후 5분 대화는 결렬되었는데 정부가 새로운 임금안을 제시하길 거부한 후에 말이다. 
12월 28일로 예정된 지엠비 파업은 12월 23일에 연기되었는데 "놀라운 대중 지지" 덕분에 그리고 성탄절 기간에 "어떤 더 많은 걱정이라도" 만드는 것을 피하기 위해서 말이다. 파업은 2023년 1월 11일로 다시 예정되었다. 
2023년 1월 18일에, 지엠비는 2월에 이후의 4일간의 파업을 선언했는데, 하나의 간호사 파업과 겹칠 날짜인, 2월 6일을 포함해서인데, 이제까지 보건서비스에서 가장 큰 파업을 하면서 말이다.
반응
보건복지부 장관인, 윌 퀸스는, 당부했는데 파업 중에 "위험한 행동"에 혹은 대면 스포츠를 하는 것에 대해서 말이다. 잉글랜드 전국 보건서비스 의료 국장인, 스티븐 포위스는, 사람들에게 당부했는데 생명을 위협하는 긴급 상황에서만 999에 전화할 것을 "그들 자신과 다른 사람들을 안전하게 하는 합리적인 절차"를 밟을 것을 당부했는데, 책임감 있게 술을 마시는 것을 그리고 도움이 필요한 가족 구성원과 이웃에 관심을 가지는 것을 포함해서 말이다. 
맨체스터 유나이티드는 만이천 명으로 올드 트래포드의 수용인원을 줄이기로 결정했는데 번리 에프시와의 그들의 카라바오 컵 경기에서였는데 파업 때문에 말이다. 뉴캐슬 유나이티드와 에이에프시 본머스 간의 그리고 사우샘프턴 에프시와 링컨 시티 간의 경기는 파업 때문에 이미 12월 20일로 다시 예정되었었다.
의사 파업
2022년도에 영국 의료 연대(비엠에이)는 임금인상 요구안을 발표했는데 '젊은 의사들'의 임금을 2008년도의 실질 임금 수준으로 회복시키는 요구안 말이다. 노조에 따르면, 반복되는 임금 동결과 물가 상승 수준 이하의 임금 인상은 2008년 이후에 '젊은 의사'에 대한 30퍼센트 가까운 실질 임금 삭감으로 이어져왔었다. 비엠에이는 파업 투표를 실시했고, 그것의 결과는 2023년 2월 20일에 발표되었다. 98퍼센트 이상의 응답자가 파업 행동을 지지했고, 비엠에이는 결과적으로 3월 13일에 시작하는 72시간의 파업을 발표했다. 파업은 심각한 악영향을 미쳤는데, 추정컨대 17만5천 건의 계획과 절차의 취소를 불러오면서 말이다.
파업의 결과로, 비엠에이 대표들은 보건부 장관인 스티브 바클레이와 만났다. 회의는 쟁의의 해결로 이어지지 않았고, 비엠에이는 4월 11일에 시작해서 이후의 96시간의 파업이 이루어진다고 발표했다. 
스티브 바클레이가 올린 트윗에 따르면, 비엠에이는 35퍼센트 임금 인상이라는 협상에 조건을 달았다. 이 발언은 비엠에이 대의원단에 의해서 공식적으로 반박되었다. 비엠에이는 정부를 비난했는데 협상을 미루는 것에 그리고 신뢰할만한 제안을 내놓지 않은 것에 대해서 말이다. 
6월 28일에, 발표가 있었는데 잉글랜드의 보건서비스 상담사들이 7월 20일과 21일에 임금 조건 문제로 파업할 것이라고 말이다.
2023년 7월 3일에, 영국의료연대(비엠에이)는 잉글랜드의 젊은 의사들이 파업을 철회할 의사가 있다고 발표했는데 물가 상승분을 반영하는 임금 인상에 대한 요구가 있는 시점에서, 만약에 정부가 적절한 임금안을 제시한다면 말이다. 
스코틀랜드 임금안
스코틀랜드의 보건서비스 노동자들이 스코틀랜드 정부에 의해 평균 7.5퍼센트 임금안을 제시받았는데, 그로 인해 스코틀랜드의 노조들이 그들의 파업을 중지했다. 보건복지부 내각 장관인, 험자 유사프는, 말했는데 그 제안이 할 수 있는 "가장 좋은 최후의 임금안"이라고 그것을 더 늘릴 "금고에 남은 어떤 것도" 없다고 말이다. 알시엔, 산후관리사 노조(알시엠), 공인 물리치료사 협회(시에스피), 유나이트, 유니슨 그리고 지엠비는 그 제안에 대한 조합원 논의 투표를 시작했다. 
유나이트 조합원들은 64퍼센트가 찬성으로 투표하면서, 임금 제안을 받아들였다. 유나이트 사무총장인, 샤론 그레이엄은, 말했는데 상승된 임금 결정은 "우리 조합원들의 단결의 증거"라고 말이다. 유니슨 조합원들은 63퍼센트 출석에 57퍼센트가 그 제안을 받아들인다고 투표했다. 유사프는 그가 "기쁘다"고 말했는데 유나이트와 유니슨 조합원들이 그 제안을 받아들여서 말이다. 씨에스피는 또한 그 합의를 받아들이기로 투표했는데, 72퍼센트의 조합원들이 찬성하면서 말이다. 
알시엔은 조합원들이 그 제안을 받아들이거나 거부해야 하는지에 대해 언급하지 않았지만, 그것이 여전히 "우리 기대에 못 미친다"고 말했다. 투표했던 82퍼센트의 알시엔 조합원들은 그 임금안을 거부했다. 지엠비 조합원들의 3분의 2가 그 제안을 거절하기로 투표로 결정했다. 알시엠은 12월 21일에 발표했는데 65퍼센트의 그것의 조합원들이 그 임금안에 대해 반대표를 던졌다고 말이다. 알시엠 스코틀랜드 위원장인, 재키 램버트는, 표결 후에 말했는데 그 제안이 "완전히 충분히 좋지 않다"라고 조합원들은 더 나은 성과를 얻기 위해 "쟁의 행동을 취할 준비가 되었다"고 말이다. 
결과적으로, 알시엔, 알시엠 그리고 지엠비 노조는 그 임금안을 거부했고 유나이트와 유니슨은 그것을 받아들였다. 스코틀랜드 정부는 그것의 기존 임금안을 지속하기로 결정했는데 유사프가 12월 23일에 노조 위원장과 만난 후에 말이다. 유사프는 말했는데 그가 파업을 막기 위해서 "[그가 할 수 있는] 모든 것을 할 것"이라고 하지만 제시액을 올릴 돈이 더 이상 없다고 말이다. 
'스코츠먼'은 12월 27일에 보도했는데 그것이 12월 16일과 21일 사이에 의뢰한 사반타 조사가 나타났다는 것인데, 66퍼센트의 응답자가 간호사 파업을 지지하는데 반해, 23퍼센트가 반대하는 것으로 말이다.